# Colobopyga australiensis
Colobopyga australiensis är en insektsart som beskrevs av Lewis L. Deitz 1979. Colobopyga australiensis ingår i släktet Colobopyga och familjen Halimococcidae. Inga underarter finns listade i Catalogue of Life.